# Ardisia sanmartensis
Ardisia sanmartensis är en viveväxtart som först beskrevs av Henry Hurd Rusby, och fick sitt nu gällande namn av Paul Carpenter Standley. Ardisia sanmartensis ingår i släktet Ardisia och familjen viveväxter. Inga underarter finns listade i Catalogue of Life.